# Johann Baptist Lampi den äldre

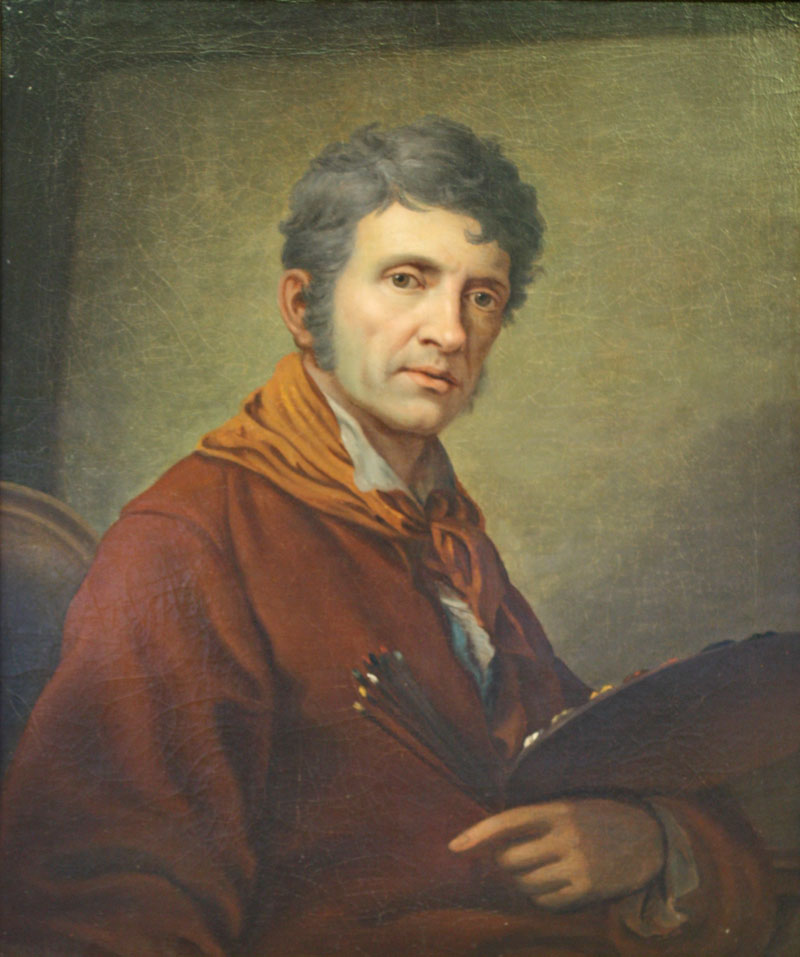
Självporträtt, cirka 1809

Johann Baptist Lampi den äldre, född 31 december 1751, död 11 februari 1830, var en österrikisk målare. Han var far till konstnärerna Johann Baptist Lampi den yngre och Franz Lampi.
Lampi blev 1786 anställd som professor vid konstakademin i Wien men var även verksam i Posen och Sankt Petersburg. Under Katarina II:s tid ansågs han som Sankt Petersburgs främste porträttmålare. 